# Ligandom kontrolisani jonski kanali
Ligandom kontrolisani jonski kanali (LGIC) su grupa transmembranskih jonskih kanala čije otvaranje omogućava jonima kao što su Na+, K+, Ca2+, ili Cl- da prođu kroz membranu u odgovoru na vezivanje hemijskog glasnika (i.e. liganda), kao što je neurotransmiter.
Ovi proteini se tipično sastoje od bar dva različita domena: transmembranski domen koji obuhvata jonsku poru, i ekstracelularni domen koji sadrži mesto vezivanja liganda (alosterno mesto vezivanja). Ova modularnost omogućava pristup 'podele i podčinjavanja' pri oređivanju strukture proteina (potem zasebne kristalizacije domena). Funkcija takvih receptora lociranih u sinapsama je pretvaranje hemijskog signala presinaptički oslobođenih neurotransmitera direktno i veoma brzo u postsinaptički električni signal. Mnogi LGIC su dodatno modulisani putem alosternih liganda, blokatora kanala, jona ili membranskog potencijala. LGIC se klasifikuju u tri superfamilije koje nisu evoluciono povezane: receptori s Cys-petljom, jonotropni glutamatni receptori i ATP kontrolisani kanali.
LGIC mogu da budu kontroliani putem metabotropnih receptora (koji koriste sekundarne glasnike), naponom kontrolisane jonske kanale (koji se otvaraju i zatvaraju u zavisnosti od membranskog potencijala), i istezanjem aktivirane jonske kanale (koji se otvaraju i zatvaraju u zavisnosti od mehaničke deformacije ćelijske memebrane).

## Spoljašnje veze
- Ligand-Gated Ion Channel database at European Bioinformatics Institute. Verified availability April 11, 2007.
- „Revised Recommendations for Nomenclature of Ligand-Gated Ion Channels”. IUPHAR Database of Receptors and Ion Channels. International Union of Basic and Clinical Pharmacology. Архивирано из оригинала 23. 09. 2015. г.